# Agência de Gestão da Tesouraria e da Dívida Pública
A Agência de Gestão da Tesouraria e da Dívida Pública - IGCP, E.P.E. é a entidade pública a quem compete, nos termos do Decreto-Lei n.º 200/2012[ligação inativa] de 27  de agosto, gerir, de forma integrada, a tesouraria, o financiamento e a dívida pública direta do Estado, a dívida das entidades do setor público empresarial cujo financiamento seja assegurado através do Orçamento do Estado e ainda coordenar o financiamento dos fundos e serviços dotados de autonomia administrativa e financeira. Esta empresa pública também é responsável por emitir os Certificados de Aforro, os Certificados de Tesouro, os Certificados do Tesouro Poupança Mais e os Certificados Tesouro Poupança Crescimento.

## História
O IGCP, E.P.E. tem origem na Junta do Crédito Público, fundada no dia 13 de maio de 1834. A Junta do Crédito Público foi criada com o intuito de administrar e arrecadar os fundos destinados ao pagamento dos juros e amortizações de toda a dívida consolidada do país. Em 1996, é criado o Instituto de Gestão do Crédito Público, I.P., tendo tido o objetivo de gerir a dívida pública e do financiamento do Estado, bem como a coordenação do financiamento dos serviços e fundos dotados de autonomia administrativa e financeira, em obediência às orientações definidas pelo Governo, através do Ministro das Finanças. Finalmente, em 2012, o IGCP, I.P. é transformado para a forma jurídica de "Entidade Pública Empresarial", pelo Decreto-Lei n.º 200/2012[ligação inativa].